# James Stewart (basket-ball)
Pour les articles homonymes, voir James Stewart (homonymie) et Stewart.
James Stewart, né le 10 juillet 1910, à Kingsville, au Canada, décédé le 12 août 1990, est un ancien joueur canadien de basket-ball.

## Palmarès
- Finaliste des Jeux olympiques 1936